# Mahdi Dżuma

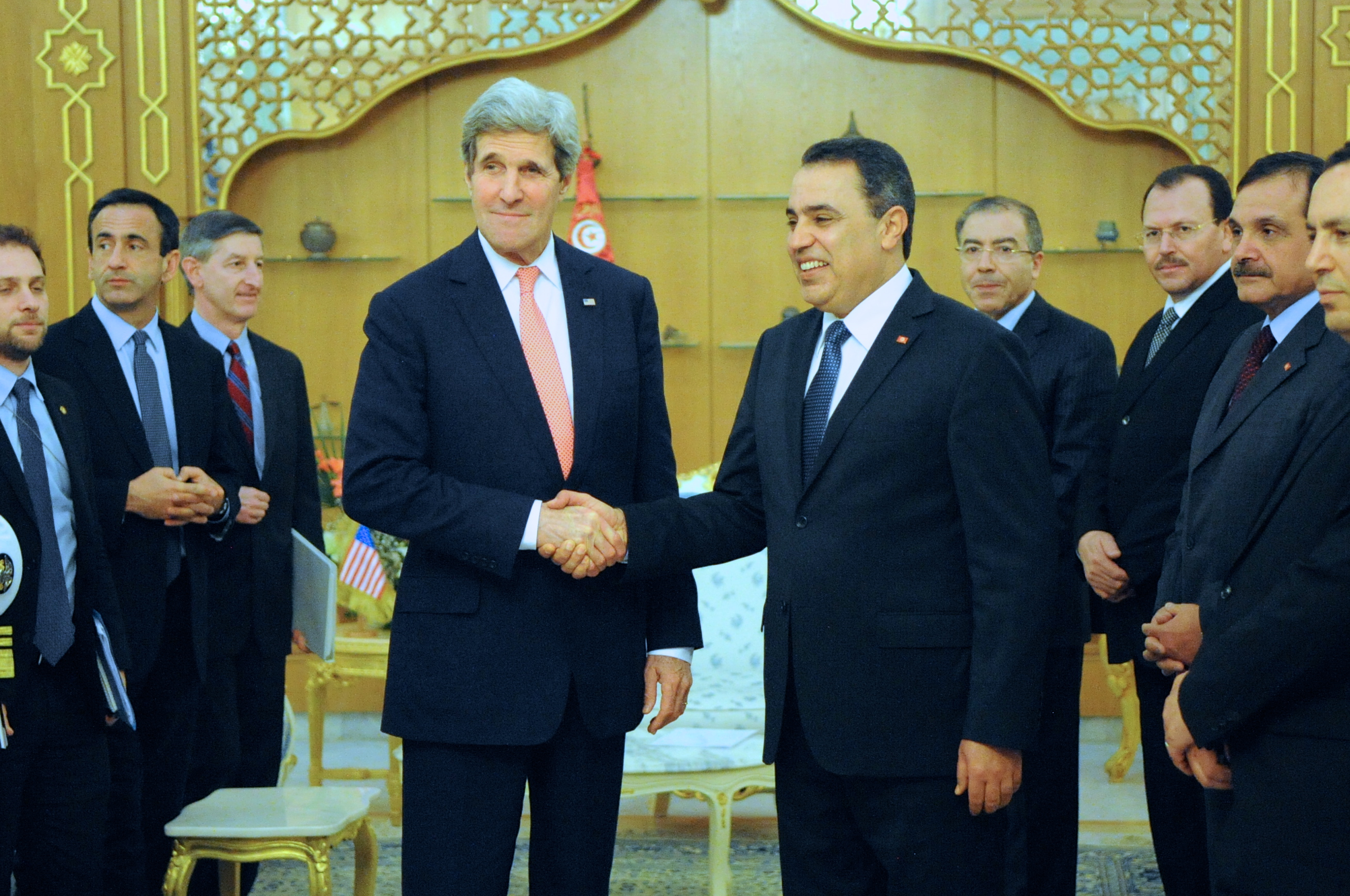
Mahdi Dżuma i John Kerry. (2014)

Mahdi Dżuma (ur. 21 marca 1962 w Al-Mahdijji) – tunezyjski polityk, minister przemysłu w latach 2013–2014. Premier Tunezji od 29 stycznia 2014 do 6 lutego 2015.

## Życiorys
Absolwent Narodowej Szkoły Inżynierskiej w Tunisie, którą ukończył w 1988. Rok później uzyskał dyplom studiów podyplomowych w zakresie mechaniki strukturalnej, projektowania i modelowania, zaś w 2009 ukończył studia w zakresie planowania biznesowego i strategicznego oraz marketingu. Pracował jako menedżer w firmie Hutchinson Aerospace (filii francuskiej firmy Total) od 1988 do 2012. W 2013 wszedł do rządu Alego al-Urajjida jako minister przemysłu.
Po negocjacjach między rządzącą umiarkowanie islamską Partią Odrodzenia a świecką opozycją został wskazany jako najodpowiedniejszy kandydat (z proponowanych sześciu) na nowego premiera, kierującego rządem tymczasowym, który wyprowadzi kraj z czteromiesięcznego kryzysu politycznego. Z osiemnastu partii uczestniczących w rokowaniach jego kandydaturę poparło jedenaście. Po wydaniu oficjalnej nominacji Dżuma wskaże członków swojego gabinetu. W jego skład mają wejść technokraci, a ich zadaniem będzie przygotowanie nowych wyborów prezydenckich i parlamentarnych. 29 stycznia 2014 jego rząd został oficjalnie zaprzysiężony.
Rządowi Dżumy udało się uchwalić i wprowadzić w życie nową konstytucję, uspokoić sytuację wewnętrzną oraz sprawnie przeprowadzić wybory parlamentarne i prezydenckie. W następstwie tychże wyborów, większość miejsc w nowym parlamencie – Zgromadzeniu Przedstawicieli Ludowych zdobyło laickie ugrupowanie Wezwanie Tunezji. 5 stycznia 2015 na nowego premiera został desygnowany były minister spraw wewnętrznych Al-Habib as-Sajd. 6 lutego 2015 nowy gabinet oficjalnie rozpoczął pracę.